# Sonkád
Sonkád là một thị trấn thuộc hạt Szabolcs-Szatmár-Bereg, Hungary. Thị trấn này có diện tích 19,81 km², dân số năm 2010 là 701 người, mật độ 35 người/km².